# Parcimonie
En science et en philosophie, la parcimonie (du latin parco, « s'abstenir », et munia, « le devoir ») est un principe consistant à n'utiliser que le minimum de causes élémentaires pour expliquer un phénomène.
Par exemple, en génétique, le maximum de parcimonie privilégie la séquence avec le minimum de changements évolutifs pour expliquer des relations phylogéniques. Ainsi, lors de la classification évolutive de plusieurs taxons selon plusieurs caractères (par exemple avec un arbre phylogénétique), on applique le principe de parcimonie en cas de difficulté à déterminer quelles espèces sont les plus proches : l'hypothèse de phylogénie retenue est celle qui maximise le nombre d'hypothèses d'homologie (similitude due à une ascendance commune) tout en minimisant le nombre d'hypothèses d'homoplasie (similitude due à une adaptation convergente) ad hoc.
Le principe de parcimonie peut apparaître comme une application du rasoir d'Ockham.